# Gmina Margonin
Gmina Margonin je polská městsko-vesnická gmina v okrese Chodzież ve Velkopolském vojvodství. Sídlem gminy je město Margonin. V roce 2010 zde žilo 6 483 obyvatel.
Gmina má rozlohu 122 km². Kromě města Margonin zahrnuje 21 vesnic a osad.

## Části gminy
Starostenství: Kowalewo, Lipiniec, Lipiny, Margońska Wieś, Młynary, Próchnowo, Radwanki, Studźce, Sułaszewo, Sypniewo, Zbyszewice
Sídla bez statusu starostenství: Adolfowo, Bugaj, Dębiniec, Karolinka, Klaudia, Klotyldzin, Marcinek, Tereska, Witkowice, Żoń

Poloha Gminy Margonin na mapě okresu Chodzież